# Дача Миниха
Дача Миниха, или Господский дом дачи Миниха — построенный в 1753 году классицистический особняк с четырёхколонным портиком на фундаменте прежде существовавшего господского дома бывшей дачи графа Христофора Сергеевича Миниха. Расположен по адресу: улица Чекистов, дом № 19. Объект культурного наследия федерального значения

## История
Участком, на котором находится данное сооружение, владели многие известные люди дореволюционной России:
1714 — 1719 — Тихон Никитич Стрешнев, боярин, особо доверенное лицо Петра I.
1719 — 1728 — Артамон Артамонович Матвеев, граф, известный дипломат того времени.
1728 — 1736 — Павел Иванович Ягужинский, граф.
1760-е — 1770-е — Дмитрий Михайлович Голицын, действительный тайный советник, князь.
Вторая половина 1770-х — 1790-е — Христофор Сергеевич Миних, граф, тайный советник, сенатор, внук фельдмаршала Христофора Антоновича Миниха.
Около 1797 г. имение переходит в руки Юрия Александровича Головкина, посла в Китае и Австрии, сенатора, члена государственного совета. Он записал этот участок на жену - фрейлину Ек. Львовну, урождённую Нарышкину. Именно она, вероятно, продала в период 1805-1817 это имение своему брату Александру Львовичу Нарышкину — так оно на некоторое время входило в комплекс Новознаменки.
В 1829 году этот и соседний участки были выделены из усадьбы и проданы А. Ф. Веригиной, жене генерал-майора (вероятно, А. И. Веригина).
В середине XIX века этой дачей (вместе с соседней усадьбой Трубецкого) владел купепц А. И. Галов, а затем его сыновья, которые сдавали дачи внаём. Впоследствии усадьба вновь дробилась, бывший участок Миниха стал принадлежать крестьянину П. М. Лобовкину.